# Nagy Norbert (autóversenyző)
Nagy Norbert (Budapest, 1994. december 23. –) magyar autóversenyző, túraautó-Európa-bajnoki második helyezett. Jelenleg az FIA hegyi-Európa-bajnokságban versenyez a 8N Technology pilótájaként egy BMW E90-es volánja mögött.

## Pályafutás
Hat évesen már gokartozott, majd nyolc évesen Kadet 80-as verseny gokartban az ostffyasszonyfai Pannonia-ringen elindult az első gokartversenyén. Tízévesen Rotax Max Junior kategóriában folytatta pályafutását, ahol már az első versenyen harmadik helyezést ért el. 12 évesen az Euro-ringen egy A csoportos Citroen Saxo versenyautóba ült át, majd egy Ford Fiesta ST következett.
2008. június 13-án a Hungaroringen elindult az első túraautós versenyén, ahol egyből egy abszolút negyedik, géposztály harmadik helyezést ért el. Elkötelezettsége és céltudatossága lehetővé tette, hogy 2010-ben, 15 évesen F 1,6 kategóriában már magyar bajnok lehessen. Azóta is tudatosan és kitartóan, folyamatos és megtervezett edzéssorozattal képzi magát. 2011-ben egy ex WTCC Alfa Romeo S2000-rel kétszeres közép-Európai Zóna Trófea futam győztes lett, és bajnoki második helyezéssel zárta az évet. 2013-ban SEAT León Super Copa versenyautóval a Túraautó-Európa-kupában kategóriája 7. helyét szerezte meg.
2014-ben a versenyző egy S2000 Chevrolet Cruze volánja mögött szállt harcba a Túraautó Európa-bajnokság küzdelmeiben, az MGS Racing Team pilótájaként. A csapat sportszakmai vezetője Cselényi Balázs. Az év végén csapatot és márkát váltott. A pergusai záró hétvégén az RCM Motorsport színeiben versenyzett egy kupás Seat Leon-nal, amivel a mindkét futamon kategória győzelmet szerzett.
2015-ben az RCM Motorsport színeiben folytatta a versenyzést, Suzuki Swift-re váltott és a Csuti László által elindított RCM Kupában versenyzett.
2016-ban nem csak a Zengő Motorsport csapatához tért vissza, hanem a Túraautó-Európa-bajnoksághoz, valamint a Seat Leonhoz is (igaz, az már az új fejlesztésű DSG váltós Seat Leon volt.) Norbert a 2016-os idény végén összetett 3. helyen végzett az ETCC-ben, ami egyben élete addigi legjobb eredményét jelentette. Sikerének értékét növeli, hogy ő régebbi fejlesztésű autóval ment ellentétben vetélytársaival.
2017-ben az Európa-bajnoki mezőnyben folytatta a Zengő Motorsporttal, azonban már az új fejlesztésű Leonnal. Norbert egyetlen célt tűzött ki az év elején, méghozzá azt, hogy sikeresebb évet zárjon mint 2016-ban, és lehetőleg ez összetett béli előre lépéssel járjon. 2017-ben 6 versenyhétvégén, 3 rajtelsőséget valamint 6 dobogós helyet szerzett, (köztük egy futamgyőzelmet) az év végi összetettben pedig a 2. helyen végzett, amivel sikerült megjavítania a 2016-os eredményét.
2018-ban egészen március végéig nem lehetett tudni, hogy Norbert hol folytatja a pályafutását. Sok kérdőjel volt az új TCR-es éra körül a túraautózás berkein belül, nem lehetett pontosra tudni, hogy melyik pilóta melyik bajnokságban folytatja karrierjét. Végül március utolsó hetében tisztázódni látszódtak a dolgok, és megszületett a bejelentés. Norbert a Zengő Motorsporttal folytatja karrierjét, egy legújabb fejlesztésű TCR Cuprával, ám ezúttal feljebb lépett egy szintet, és a frissen induló Túraautó Világkupában indult. A szezon első fele nehezen indult, mint Norbert, mint a Zengő Motorsport számára, ám a nyári szünet előtti utolsó európai versenyhétvégén beérett a csapat és Norbert munkájának a gyümölcse. A Szlovákia-ringen megrendezett nagydíj hétvége második futamán Norbert a Pole-pozícióból indulva a második helyen végzett, amivel megszerezte élete első WTCR-es pontjait és dobogós helyezését.

## 2014. évi futamok az ETCC-ben
- Paul Ricard, Franciaország (2014. április 19–20.)

Nagy Norbi a második versenyen kategóriájában (TC2) 3. lett, a két futam összesítése alapján a versenyhétvégét 4. hellyel zárta.
- SlovakiaRing, Szlovákia (2014. május 10–11.)

Norbi az első futamon a kategória 5. helyét szerezte meg, a második futamon váltóprobléma miatt nem ért célba.
- Salzburg Ring, Ausztria (2014. május 24–25.)

Váltóprobléma miatt nem tudott indulni a versenyen.
- SPA, Belgium (2014. június 21–22.)

A Campos Racing-nek köszönhetően Norbi életében először a WTCC TC2T kategóriában (Yokohama kupa) indulhatott, ahol mindkét futamban a 3. helyet szerezte meg.
- Pergusa, Olaszország (2014. szeptember 27–28.) Élete első kategória futamgyőzelmeit aratta a single make trophy-ban az ETCC keretein belül.

## 2016. évi futamok az ETCC-ben
- Paul Ricard Franciaország április 2-4.

Norbi a 2. helyen autózott a szabadedzéseken és az időmérőn, végül 3. helyen zárta a futamot. és dobogóra állt.
- Szlovákia-ring április 25-27.

## 2017. évi futamok az ETCC-ben
- Első Nagydíj hétvége: Monza Kvalifikáción 5. helyet szerzett, majd az Első futamban 5. a másodikban pedig 4. lett.
- Második Nagydíj hétvége: Hungaroring Hazai pályán az időmérő edzésen a 2. helyet szerezte meg, majd az első és a második futamon is mindkétszer a 3. helyen végzett, amivel sok pontot szerzett az összetettben.
- Harmadik Nagydíj hétvége: Nordschleife A "Zöld Pokol" Norbert kedvenc versenypályája. Ennek ellenére a kvalifikáción az 5. helyet szerezte meg. Az első futamon feljött egy helyet és 4. lett, míg a második futamban a 6. helyet csípte el.
- Negyedik Nagydíj hétvége: Vila Real Ez volt az a versenyhétvége amitől kezdve az év végéig Norbert minden kvalifikáció alkalmával az élen végzett. A pole-ból indulva a vasárnapi első futamon a 2. helyen végzett, a második futamon pedig összetörte autóját, és a hétvégét követően kasznit kellett cserélni az autón.
- Ötödik Nagydíj hétvége: Zolder Újabb időmérő, újabb rajtelsőség. A szombati időmérős siker után sajnos ezúttal sem jött össze Nagynak a dobogó legfelső fokát elcsípni a vasárnapi első futamon, és a 3. helyen zárt. A hétvége második egyben záró futamán a 8. helyről rajtolva a 4. helyre hozta fel magát a fiatal magyar pilóta.
- Hatodik Nagydíj hétvége: Most harmadjára is meglett az első rajtkocka Nagy Norbertnek, ezúttal riválisának Peter Fulinnak az otthonában, a csehországi Most-ban. A vasárnapi első futamon, pedig az is összejött amire egész évben vágyott, a futamgyőzelem. A második futamon Norbert a 3. lett, amivel bebiztosította második helyét az összetettben. 2016 után ismét a dobogón végzett az ETCC összetettjében ezúttal viszont a dobogó második helyén, amivel élete legnagyobb sikerét érte el.

## 2018. évi futamok a WTCR-ben
- Első Nagydíj hétvége: Marrakech Április elején elkezdődött az újonnan induló Túraautó Világkupa szezonja, a nagyon keskeny és veszélyekkel teli, Marrakech-i városi pályán. Norbert és a Zengő Motorsport is ismerkedett még az új Cuprával ami meg is látszott az eredményeken. Mindhárom futamon a mezőny második felében végzett a magyar pilóta, de az ifjú tehetség mutatott be nagy előzéseket, például a legendás túraautóst Tom Coronelt is egy hajmeresztő manőverrel sikerült maga mögé utasítania.
- Második Nagydíj hétvége: Hungaroring A hazai hétvége előtt Norbert és a csapat is bízott a jó szereplésben. Az első futamon Norbert egy optimista rajtot vett, aminek következtében sajnos összetörte autójának bal elejét. A vasárnapi második illetve harmadik futamon a magyar tehetség egyaránt a 11.-11. helyen végzett ami éppen hogy, nem pontot érő pozíció. Ennek ellenére ő is és a Zengő Motorsport is pozitívan értékelték a Hungaroring-i hétvégét.
- Harmadik Nagydíj hétvége: Nordschleife Norbert kedvenc pályáján, a "Zöld Pokolban" nem volt meg a Cupra kellő tempója az üdvösséghez. A nem találták a Zengősök az összhangot a pályával, és sajnos csak a mezőny hátsó traktusában tanyáztak a hétvége összes menésén. A pálya karakterisztikájából fakadóan itt jött ki a legjobban a futóművek közti különbség ami a tempó hiányának a hátterében állt.
- Negyedik Nagydíj hétvége: Zandvoort Nagy korábban már versenyzett a holland pályán, méghozzá egy dízel Seat Leonnal egy 24 órás versenyen, ahol kategória győzelmet szerzett csapatával. 2018 azonban nem az az év volt számára amikor ismét a dobogó valamely fokán állhatott. Sőt, ez a hétvége kísértetiesen hasonlított a korább német hétvégéhez. Nem volt meg az autó kellő tempója a kanyarokban, és folyton alulkormányozottsággal küszködött a magyar pilóta. A versenyben elfoglalt pozíciók is szinte megegyezőek voltak a Nordschleifén elfoglalt helyezésekkel.
- Ötödik Nagydíj hétvége: Vila Real A portugál utcai pályán sikerült a csapatnak elmozdulnia az azt megelőző két futamon tapasztaltaktól. Azonban ezúttal technikai hibák léptek fel a Cupra Leonnál, egészen pontosan a motor több alkalommal is vészprogramba rakta magát, ráadásul pont a legfontosabb szituációkban, például akkor mikor a magyar pilóta gyors körét futotta az időmérő edzésen. Ha akkor nem jön elő a szóban forgó probléma Norbert a Top 10-be kerülhetett volna a kvalifikáción. Az első futamon korábban nem látott, óriási tömegbalesetet sikerült elkerülnie Norbertnak, az újra indítást követően pedig a 14. helyen végzett. A hétvége második futamán a 13. helyen végzett, a harmadik és egyben záró futamon pedig féltengely törés miatt fel kellett adnia a futamot.
- Hatodik Nagydíj hétvége: Szlovákia-ring A nyári szünet előtti, utolsó európai hétvégét a Szlovákia-ringen rendezték. Norbert az első futamon a 11. helyen végzett. A hétvége második futamát a pole-pozícióból kezdhette meg a magyar tehetség. Jól kapta el a rajtot, ám a mellőle rajtoló WTCC világbajnok túraautó legenda Gabriele Tarquini jól helyezkedett a startot követően és be tudott férni Norbert mellé. A fiatal pilóta magabiztos és higgadt versenyzéssel behúzta a második helyet amivel megszerezte élete és 2015 után csapata első dobogós helyezését a világbajnoki porondon. A harmadik futam balszerencsésen jött ki Norbert számára balesetbe keveredett és bal első futómű törés miatt fel kellett adni a küzdelmet.

- A nyári szünetet követően nem folytatódott jól Nagy Norbert első szezonja a túraautó-világkupában. Folyamatos alkatrész- és újgumi-hiányban szenvedett, de nem csak ő, hanem a Zengő Motorsport másik pilótája, Szabó Zsolt is. Ennek okán a távol-keleti hétvégéken a mezőny hátsó traktusában csatázott Nagy. A 2018-as WTCR-szezont egy dobogós helyezéssel (2. hely, Szlovákia-ring), 18 ponttal a 25. helyen zárta.

### Teljes WTCR-es eredménysorozata
| \| Év \| Csapat \| Autó \| MAR \| MAR \| MAR \| HUN \| HUN \| HUN \| GER \| GER \| GER \| NED \| NED \| NED \| PRT \| PRT \| PRT \| SVK \| SVK \| SVK \| CHN \| CHN \| CHN \| WUH \| WUH \| WUH \| JPN \| JPN \| JPN \| MAC \| MAC \| MAC \| Helyezés \| Pont \| \| ---- \| ---------------- \| ----- \| --- \| --- \| --- \| --- \| --- \| --- \| --- \| --- \| --- \| --- \| --- \| --- \| --- \| --- \| --- \| --- \| --- \| --- \| --- \| --- \| --- \| --- \| --- \| --- \| --- \| --- \| --- \| --- \| --- \| --- \| -------- \| ---- \| \| 2018 \| Zengő Motorsport \| Cupra \| 16 \| 16 \| 15 \| KI \| 11 \| 11 \| 21 \| 17 \| 17 \| 17 \| 20 \| 17 \| 14 \| 13 \| KI \| 11 \| 2 \| KI \| 20† \| KI \| 15 \| KI \| KI \| 16 \| 22 \| 21 \| 17 \| 23 \| 23 \| 20 \| 25. \| 18 \| * Szezon folyamatban. † Kiesett, de helyezését értékelték, mivel teljesítette a futam 90%-át. 1. 2. 3. 4. - Nagy Norbi weblapja - Versenyzői oldal az ETCC hivatalos honlapján - Versenyzői oldal a WTCC hivatalos honlapján - https://www.facebook.com/nagynorbidriver/?ref=aymt_homepage_panel - Nagy Norbi YouTube oldala - Nagy Norbert Média |                  |       |     |     |     |     |     |     |     |     |     |     |     |     |     |     |     |     |     |     |     |     |     |     |     |     |     |     |     |     |     |     |          |      |
| Év | Csapat           | Autó  | MAR | MAR | MAR | HUN | HUN | HUN | GER | GER | GER | NED | NED | NED | PRT | PRT | PRT | SVK | SVK | SVK | CHN | CHN | CHN | WUH | WUH | WUH | JPN | JPN | JPN | MAC | MAC | MAC | Helyezés | Pont |
| 2018 | Zengő Motorsport | Cupra | 16  | 16  | 15  | KI  | 11  | 11  | 21  | 17  | 17  | 17  | 20  | 17  | 14  | 13  | KI  | 11  | 2   | KI  | 20† | KI  | 15  | KI  | KI  | 16  | 22  | 21  | 17  | 23  | 23  | 20  | 25.      | 18   |